# Esterri d'Àneu
Esterri d'Àneu est une commune de la comarque de Pallars Sobirà dans la province de Lérida, en Catalogne (Espagne).

## Géographie
Commune touristique située sur le versant sud des Pyrénées centrales, elle est traversée par la Noguera Pallaresa.
|          | Alt Àneu            |                     |
| Alt Àneu | Esterri d'Àneu      | La Guingueta d'Àneu |
| Espot    | La Guingueta d'Àneu |                     |

## Histoire
Pendant la Seconde Guerre mondiale, une route d’évasion allant de Saint-Girons en France à Esterri d'Àneu traversait le massif du mont Valier. Ce « Chemin de la Liberté », nom donné en 1994 au sentier de grande randonnée qui suit son tracé, permit l'évasion de 782 personnes entre 1940 et 1944 et resta opérationnel, malgré la surveillance accrue des Allemands à partir de 1943 et les dénonciations de la part des collaborateurs français. Le col de la Pale de la Clauère (2 522 m) était alors le passage frontalier le plus discret entre Couserans et Pallars Sobirà. Cette voie fonctionna jusqu’à la fin de la guerre.